# Rio Tinto (Esposende)
Rio Tinto ist ein Ort und eine ehemalige Gemeinde (Freguesia) im Norden Portugals.
Rio Tinto gehört zum Kreis Esposende im Distrikt Braga. Die Gemeinde hatte eine Fläche von 4,3 km² und 642 Einwohner (Stand 30. Juni 2011).
Am 29. September 2013 wurden die Gemeinden Rio Tinto und Fonte Boa zur neuen Gemeinde União das Freguesias de Fonte Boa e Rio Tinto zusammengeschlossen.